# 沙爾山脈國家公園
沙爾山脈國家公園是科索沃的國家公園，位於該國南部普里茲倫區，鄰近普里茲倫，成立於2012年12月13日，面積532.7平方公里，該地區受高山氣候影響。